# Waltham on the Wolds
Waltham on the Wolds – wieś w Anglii, w hrabstwie Leicestershire, w dystrykcie Melton. Leży 31 km na północny wschód od miasta Leicester i 153 km na północ od Londynu.